# Voleybol 1. Ligi 2016-2017 (maschile)
La Voleybol 1. Ligi 2016-2017 si è svolta dal 2016 al 2017: al torneo hanno partecipato ventotto squadre di club turche e la vittoria finale è andata al Gümüşhane Torul.

## Regolamento

### Formula
È prevista una regular season in cui le ventotto formazioni iscritte al torneo gareggiano in due gironi da quattordici squadre ciascuno, disputando gare di andata e ritorno per un totale di ventisei incontri:
- Le ultime due classificate di ciascun girone retrocedono direttamente in Voleybol 2. Ligi;
- Le prime quattro classificate dei due gironi accedono alle semifinali dei play-off promozione, dove vengono nuovamente divise in due gruppi, questa volta da quattro squadre ciascuno, disputando un round-robin;
- Le prime due classificate alle semifinali dei play-off promozione accedono alla finale dei play-off promozione, che le vede protagoniste di un nuovo round-robin, concluso il quale le prime due classificate sono promosse in Efeler Ligi.

## Torneo

### Regular season

#### Girone A - Classifica
| Pos. | Squadra              | Pt | G  | V  | P  | SV | SP | Ratio | PF   | PS   | Ratio |
| ---- | -------------------- | -- | -- | -- | -- | -- | -- | ----- | ---- | ---- | ----- |
| 1.   | Jeopark Kula         | 73 | 26 | 25 | 1  | 76 | 12 | 6.333 | 2143 | 1701 | 1.259 |
| 2.   | Ziraat Bankası       | 58 | 26 | 19 | 7  | 63 | 29 | 2.172 | 2123 | 1924 | 1.103 |
| 3.   | TFL Altekma          | 55 | 26 | 19 | 7  | 62 | 35 | 1.771 | 2268 | 2057 | 1.102 |
| 4.   | Düzce                | 55 | 26 | 18 | 8  | 63 | 32 | 1.969 | 2166 | 1926 | 1.124 |
| 5.   | Konya BB             | 49 | 26 | 17 | 9  | 56 | 35 | 1.600 | 2099 | 1933 | 1.085 |
| 6.   | Tofaş                | 36 | 26 | 12 | 14 | 48 | 52 | 0.923 | 2264 | 2232 | 1.014 |
| 7.   | Anadolu Üniversitesi | 36 | 26 | 12 | 14 | 46 | 52 | 0.885 | 2167 | 2204 | 0.983 |
| 8.   | Seydişehir           | 35 | 26 | 13 | 13 | 45 | 52 | 0.865 | 2116 | 2174 | 0.973 |
| 9.   | BAL                  | 33 | 26 | 12 | 14 | 42 | 55 | 0.764 | 2068 | 2199 | 0.940 |
| 10.  | İstanbul BB          | 29 | 26 | 9  | 17 | 43 | 58 | 0.741 | 2187 | 2251 | 0.971 |
| 11.  | Eğirdir Elma         | 29 | 26 | 8  | 18 | 40 | 61 | 0.656 | 2139 | 2328 | 0.918 |
| 12.  | Bigadiç              | 28 | 26 | 9  | 17 | 38 | 62 | 0.613 | 2061 | 2256 | 0.913 |
| 13.  | PTT                  | 17 | 26 | 6  | 20 | 29 | 68 | 0.426 | 2053 | 2335 | 0.879 |
| 14.  | ES                   | 13 | 26 | 3  | 23 | 22 | 70 | 0.314 | 1884 | 2218 | 0.849 |

| Qualificate ai play-off promozione | Retrocesse in Voleybol 2. Ligi |

#### Girone B - Classifica
| Pos. | Squadra         | Pt | G  | V  | P  | SV | SP | Ratio  | PF   | PS   | Ratio |
| ---- | --------------- | -- | -- | -- | -- | -- | -- | ------ | ---- | ---- | ----- |
| 1.   | Gümüşhane Torul | 75 | 26 | 25 | 1  | 75 | 5  | 15.000 | 1987 | 1399 | 1.420 |
| 2.   | Palandöken      | 67 | 26 | 23 | 3  | 71 | 19 | 3.737  | 2158 | 1716 | 1.257 |
| 3.   | Solhan          | 64 | 26 | 22 | 4  | 70 | 26 | 2.692  | 2267 | 1792 | 1.265 |
| 4.   | Hatay BB        | 64 | 26 | 21 | 5  | 66 | 23 | 2.870  | 2147 | 1778 | 1.207 |
| 5.   | Eser            | 47 | 26 | 17 | 9  | 54 | 44 | 1.227  | 2250 | 2146 | 1.048 |
| 6.   | Niksar          | 41 | 26 | 14 | 12 | 53 | 46 | 1.152  | 2195 | 2126 | 1.032 |
| 7.   | Genç Kafkars    | 39 | 26 | 13 | 13 | 51 | 53 | 0.962  | 2250 | 2227 | 1.010 |
| 8.   | Malatya BB      | 33 | 26 | 10 | 16 | 46 | 54 | 0.852  | 2085 | 2135 | 0.976 |
| 9.   | TVF Spor Lisesi | 29 | 26 | 9  | 17 | 43 | 57 | 0.754  | 2083 | 2294 | 0.908 |
| 10.  | Payas           | 29 | 26 | 9  | 17 | 38 | 58 | 0.655  | 1980 | 2198 | 0.900 |
| 11.  | Bulancak        | 28 | 26 | 9  | 17 | 37 | 58 | 0.638  | 2040 | 2183 | 0.934 |
| 12.  | Maraş           | 18 | 26 | 7  | 19 | 29 | 65 | 0.446  | 1896 | 2153 | 0.880 |
| 13.  | Melikgazi       | 10 | 26 | 3  | 23 | 17 | 72 | 0.236  | 1656 | 2150 | 0.770 |
| 14.  | Aksaray         | 2  | 26 | 0  | 26 | 8  | 78 | 0.103  | 1406 | 2103 | 0.668 |

| Qualificate ai play-off promozione | Retrocesse in Voleybol 2. Ligi |

### Play-off promozione

#### Semifinali

##### Gruppo 1 - Classifica
| Pos. | Squadra      | Pt | G | V | P | SV | SP | Ratio | PF  | PS  | Ratio |
| ---- | ------------ | -- | - | - | - | -- | -- | ----- | --- | --- | ----- |
| 1.   | Jeopark Kula | 9  | 3 | 3 | 0 | 9  | 2  | 4.500 | 269 | 225 | 1.195 |
| 2.   | Konya BB     | 5  | 3 | 2 | 1 | 7  | 6  | 1.167 | 275 | 279 | 0.985 |
| 3.   | Solhan       | 3  | 3 | 1 | 2 | 5  | 6  | 0.833 | 240 | 248 | 0.967 |
| 4.   | Palandöken   | 1  | 3 | 0 | 3 | 2  | 9  | 0.222 | 227 | 259 | 0.876 |

| Qualificate in finale ai play-off promozione |

##### Gruppo 2 - Classifica
| Pos. | Squadra         | Pt | G | V | P | SV | SP | Ratio | PF  | PS  | Ratio |
| ---- | --------------- | -- | - | - | - | -- | -- | ----- | --- | --- | ----- |
| 1.   | Gümüşhane Torul | 8  | 3 | 3 | 0 | 9  | 3  | 3.000 | 285 | 236 | 1.207 |
| 2.   | Hatay BB        | 4  | 3 | 1 | 2 | 5  | 6  | 0.833 | 249 | 239 | 1.041 |
| 3.   | Düzce           | 4  | 3 | 1 | 2 | 5  | 6  | 0.833 | 220 | 235 | 0.936 |
| 4.   | TFL Altekma     | 2  | 3 | 1 | 2 | 4  | 8  | 0.500 | 248 | 292 | 0.849 |

| Qualificate in finale ai play-off promozione |

#### Finale

##### Classifica
| Pos. | Squadra         | Pt | G | V | P | SV | SP | Ratio | PF  | PS  | Ratio |
| ---- | --------------- | -- | - | - | - | -- | -- | ----- | --- | --- | ----- |
| 1.   | Gümüşhane Torul | 8  | 3 | 3 | 0 | 9  | 2  | 4.500 | 264 | 219 | 1.205 |
| 2.   | Jeopark Kula    | 7  | 3 | 2 | 1 | 8  | 3  | 2.666 | 263 | 383 | 0.686 |
| 3.   | Konya BB        | 3  | 3 | 1 | 2 | 3  | 7  | 0.428 | 221 | 253 | 0.873 |
| 4.   | Hatay BB        | 0  | 3 | 0 | 3 | 1  | 9  | 0.111 | 221 | 254 | 0.870 |

| Promosse in Efeler Ligi |